# 市川園 (静岡市)
市川園（いちかわえん）は、日本の緑茶・地場産品などを製造・販売する企業である。本社は静岡県静岡市にある。

## 主な商品
お歳暮・進物用茶・健康食品・無添加製品など各種
- 上級煎茶 静岡茶
- 中級煎茶各種、玉露、はつづみ、おおはしり、しんりょく、老松、菊川、玄米茶、朝露など
- ふるさと番茶
- しょうが紅茶・さんぴん茶・減肥茶・ルイボス茶・桑茶・てん茶・蕎麦茶
- 青汁、他健康茶、健康スープなど各種
- 日本茶-深蒸茶各種
- 白楽の梅・密美の梅・黒酢梅・福寿の梅・梅一露・梅づくし・京小梅・生姜梅・種とり梅・低塩梅
- 梅・梅にんにくセット/つぼ入り梅セット・梅酒バラエティー・白楽の梅樽入りセット
- べにふうき(無添加石鹸)
- お茶うけ各種
- 海鮮類各種

## その他
- 静岡県民には同社の「ごっくん!美味しい市川園」というCMが馴染み深い。因みにこのキャッチフレーズは同社の電話番号を表している（かつては市外局番が0542で、市内局番に2がついていなかった）。
- 通信販売も行っており、登録をすると毎月一回カタログが届く。